# First Facet
Die First Facet (englisch für Erste Facette) ist ein steiles und eisfreies Felsenkliff im ostantarktischen Viktorialand. Es ragt östlich der Second Facet auf und bildet mit dieser gemeinsam die Nordwand des Debenham-Gletschers.
Kartiert und deskriptiv benannt wurde das Kliff bei der Terra-Nova-Expedition (1910–1913) unter der Leitung des britischen Polarforschers Robert Falcon Scott.